# ScienceDirect
ScienceDirect — одна з найбільших онлайн колекцій опублікованих наукових досліджень. Належить голландському видавництву Elsevier. Колекція містить майже 18 мільйонів елементів контенту з більш ніж 4000 журналів і понад 34000 електронних книг, довідників, наукових збірників. На основі ScienceDirect у 2002 році було створено базу даних Scopus.
Статті згруповано в чотири основні розділи: фізичні і технічні науки, природничі науки, медичні науки та соціальні і гуманітарні науки. Анотації більшості статей знаходяться у вільному доступі. Доступ до повного тексту статті вимагає передплати.

## Використання
Журнали згруповані за чотирма основними розділами:
- Фізичні науки та Інженерія
- Науки про життя
- Науки про здоров'я
- Соціальні та гуманітарні науки.

Анотації до статей знаходяться у вільному доступі, а доступ до повних текстів (у форматі PDF, а для нових публікацій – також у форматі HTML), як правило, вимагає передплати або покупки з оплатою за перегляд, за винятком випадків, коли контент знаходиться у вільному доступі.
Передплата на всю пропозицію, розміщену на ScienceDirect, а не на окремі видання, які вона містить, зазвичай здійснюється за допомогою так званої "великої угоди" (big deal). Інші п'ять великих видавництв мають подібні пропозиції.
ScienceDirect також конкурує за аудиторію з іншими великими агрегаторами і хостами наукового комунікаційного контенту, такими як академічна соціальна мережа ResearchGate і репозитарій відкритого доступу arXiv, а також з повністю відкритими видавничими майданчиками і мегажурналами, такими як PLOS.
ScienceDirect також представляє науковий журнал Cell.